# Малбрук
Малбрук (лат. Chlorocebus cynosuros) — вид обезьян семейства мартышковых отряда приматов, один из шести видов рода Зелёные мартышки. Иногда классифицируется как подвид верветки (Chlorocebus pygerythrus) или гривета (Chlorocebus aethiops).

## Описание
Небольшие приматы с длинными конечностями и хвостом. Шерсть оливково-серая. Грудь, брюхо и внутренняя сторона конечностей белые. Щёки и брови также белые. Морда чёрная, безволосая. Глаза коричневые. Гениталии ярко окрашены: мошонка самцов синяя, пенис красный. Самцы на 20 % крупнее самок.

## Распространение
Встречаются в Центральной Африке от рифтовой долины Альбертин в Демократической Республике Конго на запад до Атлантического океана и на юг до северной Намибии и Замбии к западу от реки Луангва. Предпочитает болотистые леса, саванные леса и горные леса, встречаясь на высоте до 4500 метров над уровнем моря.

## Поведение
Дневные животные, образуют крупные группы до 50 животных. Количество самцов и самок в группе примерно одинаково. Каждая группа защищает свою территорию. Развита система коммуникации при помощи жестов и звуков.

### Рацион
Всеядны. В рационе фрукты, семена, цветы, древесные соки, беспозвоночные, яйца, ящерицы и небольшие птицы. В большинстве районов растительная пища занимает большую часть рациона.